# قطعنامه ۱۶۸۷ شورای امنیت
قطعنامه  ۱۶۸۷ شورای امنیت سازمان ملل متحد که در تاریخ ۱۵ ژوئن ۲۰۰۶ تصویب شد، سندی بین‌المللی دربارهٔ بررسی وضعیت در قبرس است. این قطعنامه طی نشست ۵۴۶۵ام با ۱۵ رای موافق، ۰ مخالف و ۰ ممتنع تصویب شد.